# Westerhout 31
Westerhout 31, también conocida como W31, es una región de formación estelar de nuestra galaxia situada en la constelación de Sagitario.

## Características
Al igual que sucede con otras regiones de formación estelar situadas a gran distancia, su posición en la Vía Láctea la oscurece tanto debido al polvo interestelar que es imposible de estudiar en el óptico y es necesario recurrir para ello a otras longitudes de onda como los infrarrojos, las ondas de radio, los rayos X, y los rayos gamma que son mucho menos afectadas por éste.
W31 en realidad está formada por dos regiones distintas a distancias del Sistema Solar muy distintas pero que desde nuestra posición parecen estar juntas: una de ellas (formada por las nebulosas G10.2-0.3 y G10.6-0.4) a una distancia de entre 3,3
y 4,5 kiloparsecs del Sol, y otra formada por la nebulosa G10.3-0.1 mucho más lejana, a entre 11,8 y 14,5 kiloparsecs, es decir, en el otro lado de la galaxia respecto al Sol.
La más notable es G10.3-0.1 por ser una de las mayores regiones HII de la Vía Láctea y contener el cúmulo estelar Cl* 1806-20, en el cual además de otras estrellas jóvenes y masivas se hallan la variable luminosa azul LBV 1806-20, el magnetar SGR 1806-20, dos hipergigantes azules, una supergigante de tipo espectral O, y tres estrellas Wolf-Rayet.
El complejo más cercano, formado por G10.2-0.3 y G10.6-0.4, incluye un joven cúmulo estelar con una edad de apenas 600.000 años con al menos cuatro estrellas de tipo espectral O y cinco objetos estelares jóvenes masivos.